# Gagea dubia
Espèce
Synonymes
- Gagea litoralis Artemczuk[2]

Gagea dubia est une espèce de plantes à bulbe du genre des gagées et de la famille des Liliacées.